# Thibaudia formosa
Thibaudia formosa är en ljungväxtart som först beskrevs av Johann Friedrich Klotzsch, och fick sitt nu gällande namn av Hoerold. Thibaudia formosa ingår i släktet Thibaudia och familjen ljungväxter. Inga underarter finns listade i Catalogue of Life.